# رود فوتاماتا

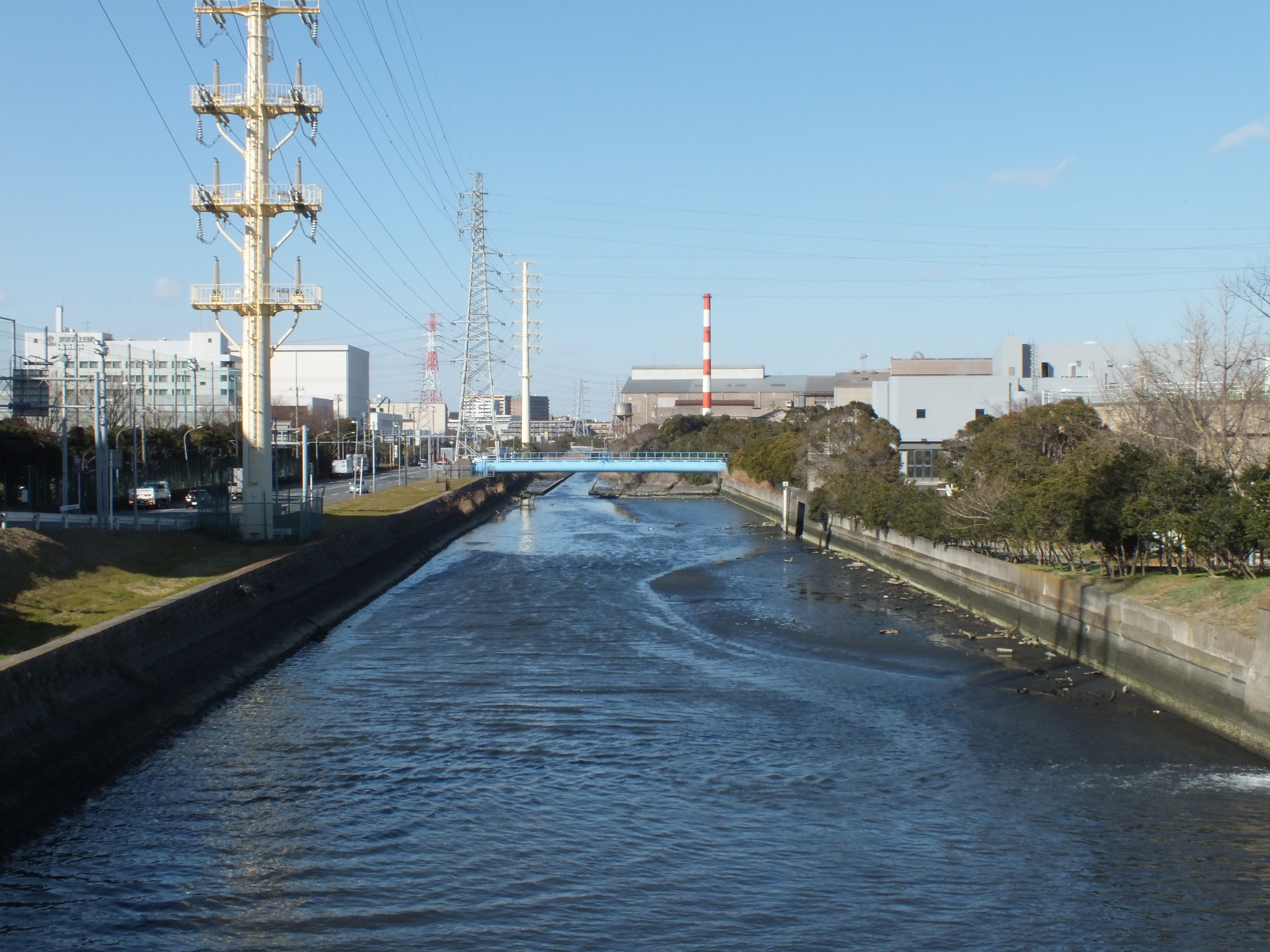
رود فوتاماتا

رود فوتاماتا (به ژاپنی: 二俣川) در استان چیبا، ایچیکاوا، چیبا و فوناباشی، چیبا جریان دارد. این رود ۲٫۰۶۴ کیلومتر طول دارد. این رود معمولی به رود قابل کشتیرانی تونه‌گاوا متصل می‌شود.